# Ernest John Montgomery
Ernest John Montgomery, britanski general, * 1901, † 1972.